# Maršov nad Metují
Maršov nad Metují (německy Marschau) je malá vesnice, část obce Velké Petrovice v okrese Náchod v Královéhradeckém kraji. Nachází se asi 1,5 kilometru severozápadně od Velkých Petrovic. Maršov nad Metují je také název katastrálního území o rozloze 1,48 km².

## Historie
První písemná zmínka o vesnici pochází z roku 1390.

## Obyvatelstvo
| Rok            | 1869 | 1880 | 1890 | 1900 | 1910 | 1921 | 1930 | 1950 | 1961 | 1970 | 1980 | 1991 | 2001 | 2011 | 2021 |
| -------------- | ---- | ---- | ---- | ---- | ---- | ---- | ---- | ---- | ---- | ---- | ---- | ---- | ---- | ---- | ---- |
| Počet obyvatel | 214  | 179  | 228  | 203  | 200  | 164  | 155  | 109  | 92   | 89   | 58   | 25   | 22   | 23   | 24   |
| Počet domů     | 31   | 31   | 31   | 32   | 34   | 35   | 36   | 36   | 36   | 25   | 18   | 25   | 28   | 30   | 30   |

## Obecní správa
Při sčítání lidu v letech 1850–1889 byl Maršov nad Metují osadou obce Žďár nad Metují v okrese Broumov. V letech 1890–1960 byl samostatnou obcí, se kterým patřil nejprve do okresu Broumov, ale od roku 1960 v okrese Náchod. Od 1. července 1960 je částí obce Velké Petrovice v okrese Náchod.

## Galerie

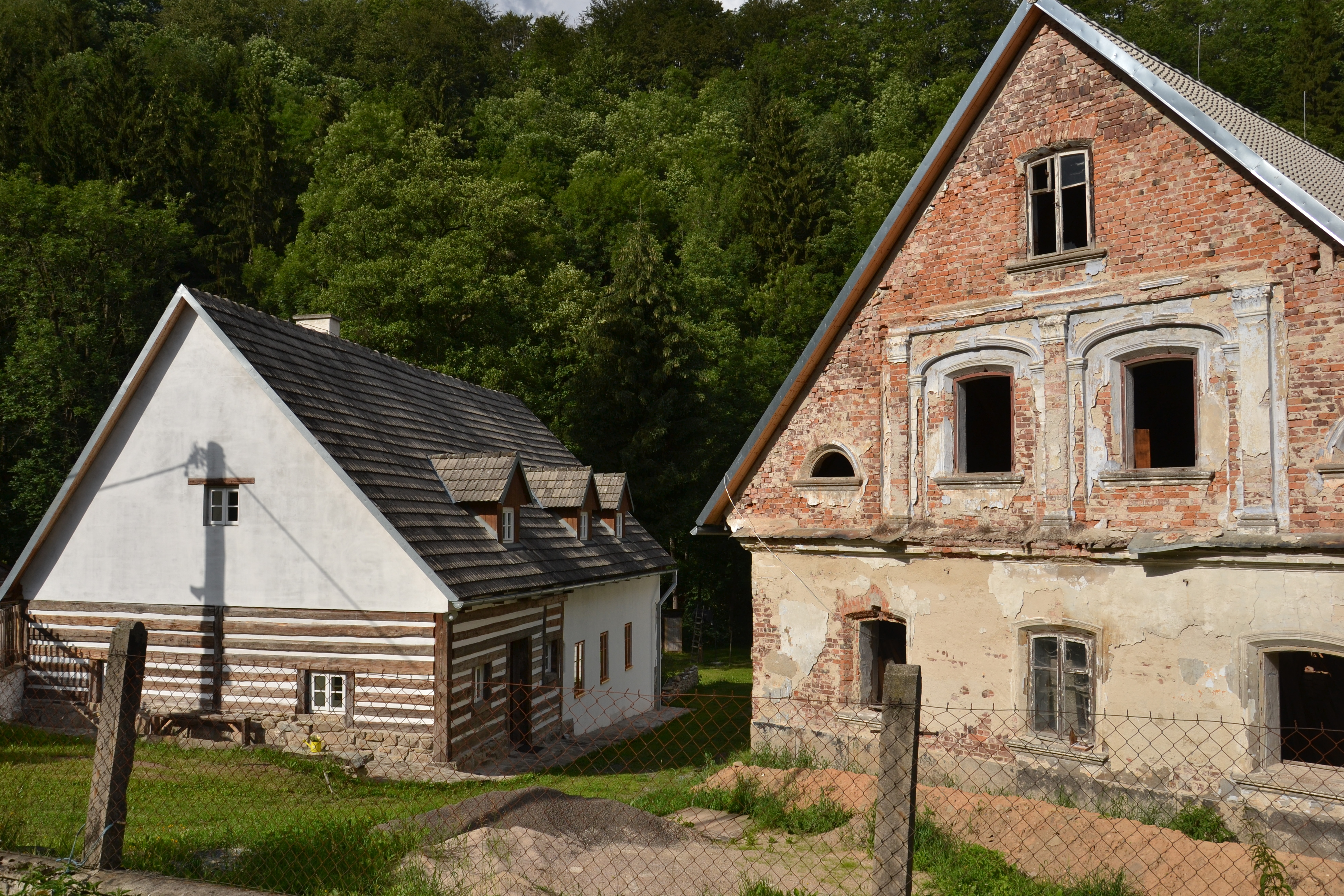
Usedlost čp. 13
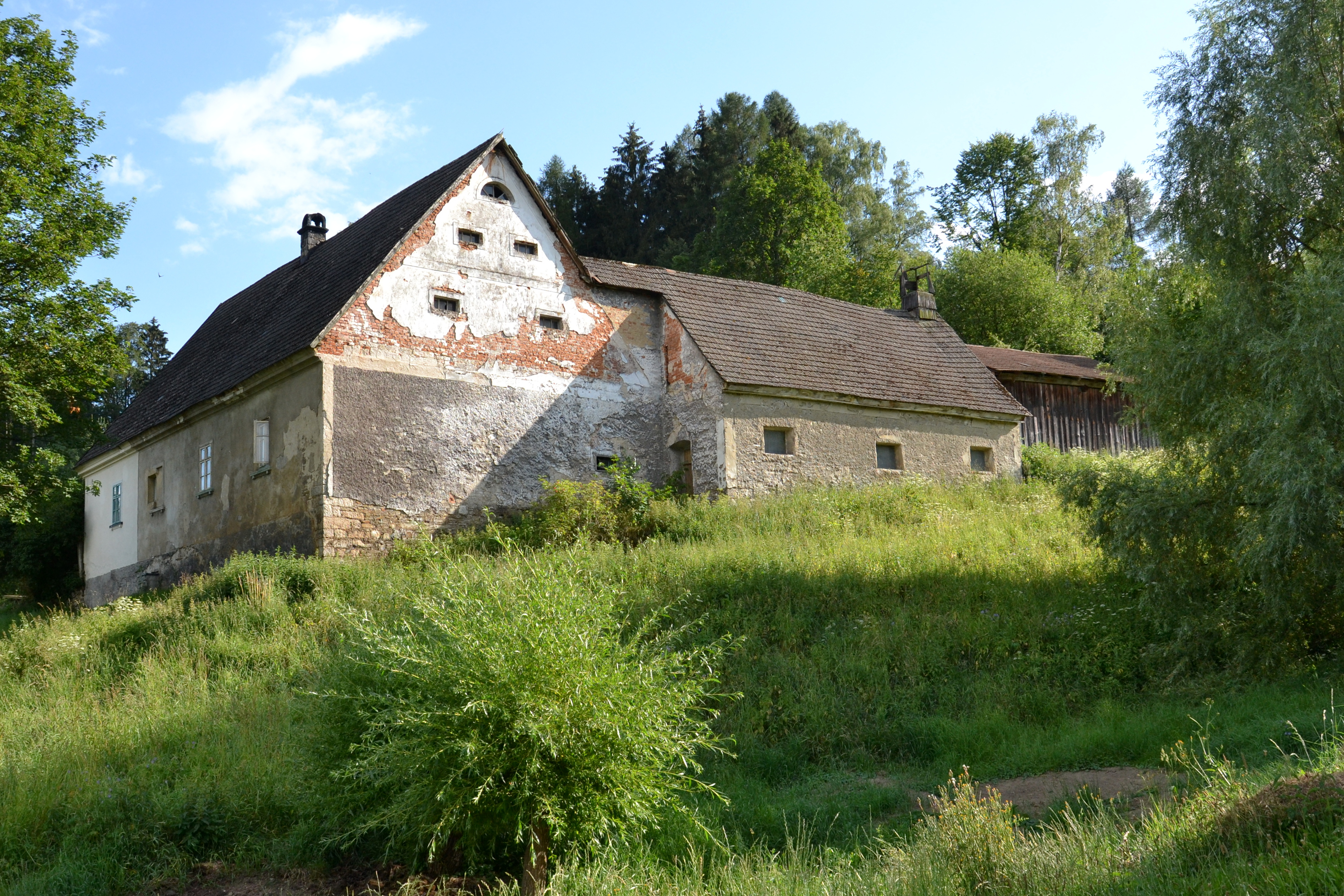
Usedlost čp. 6
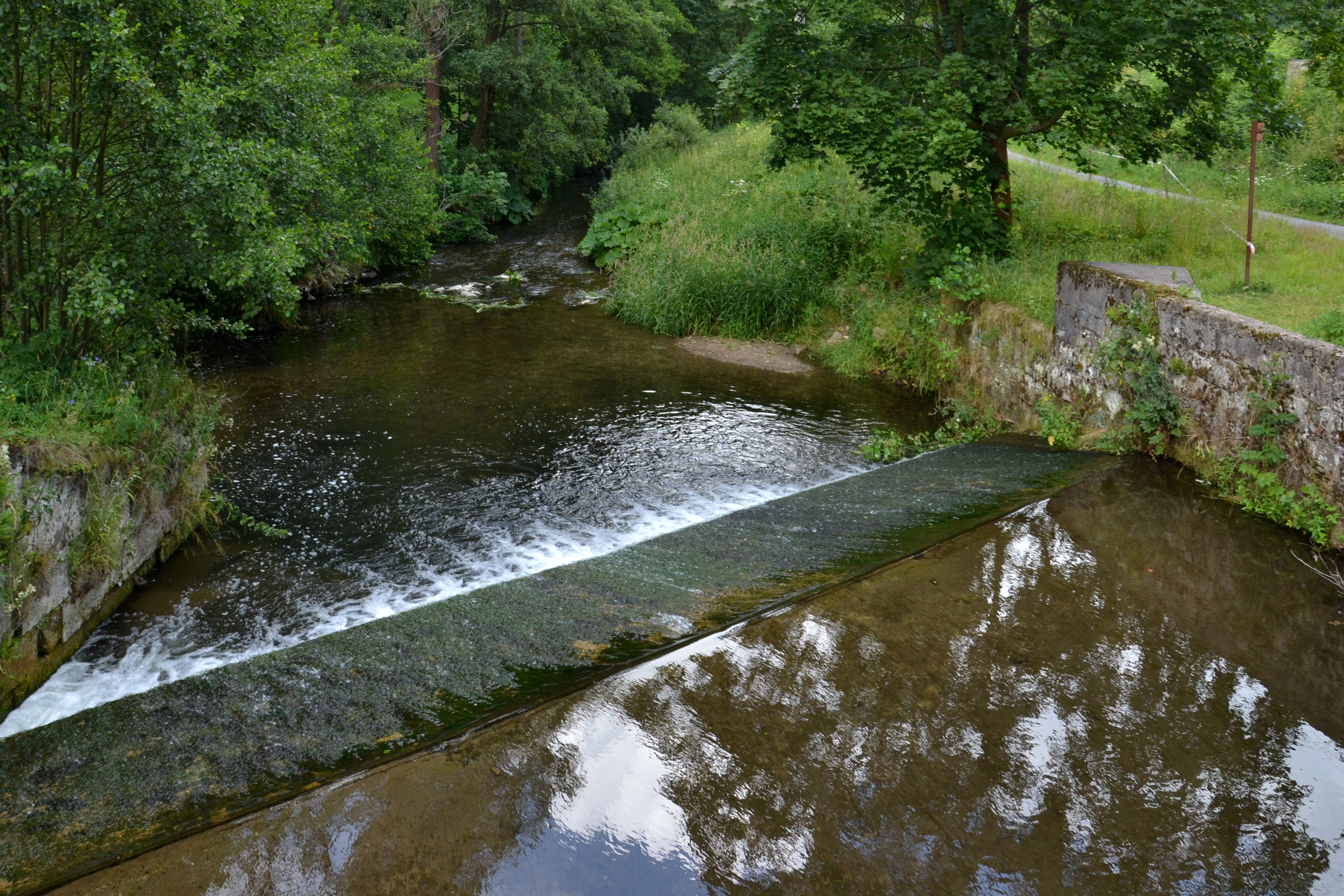
Jez na Metuji
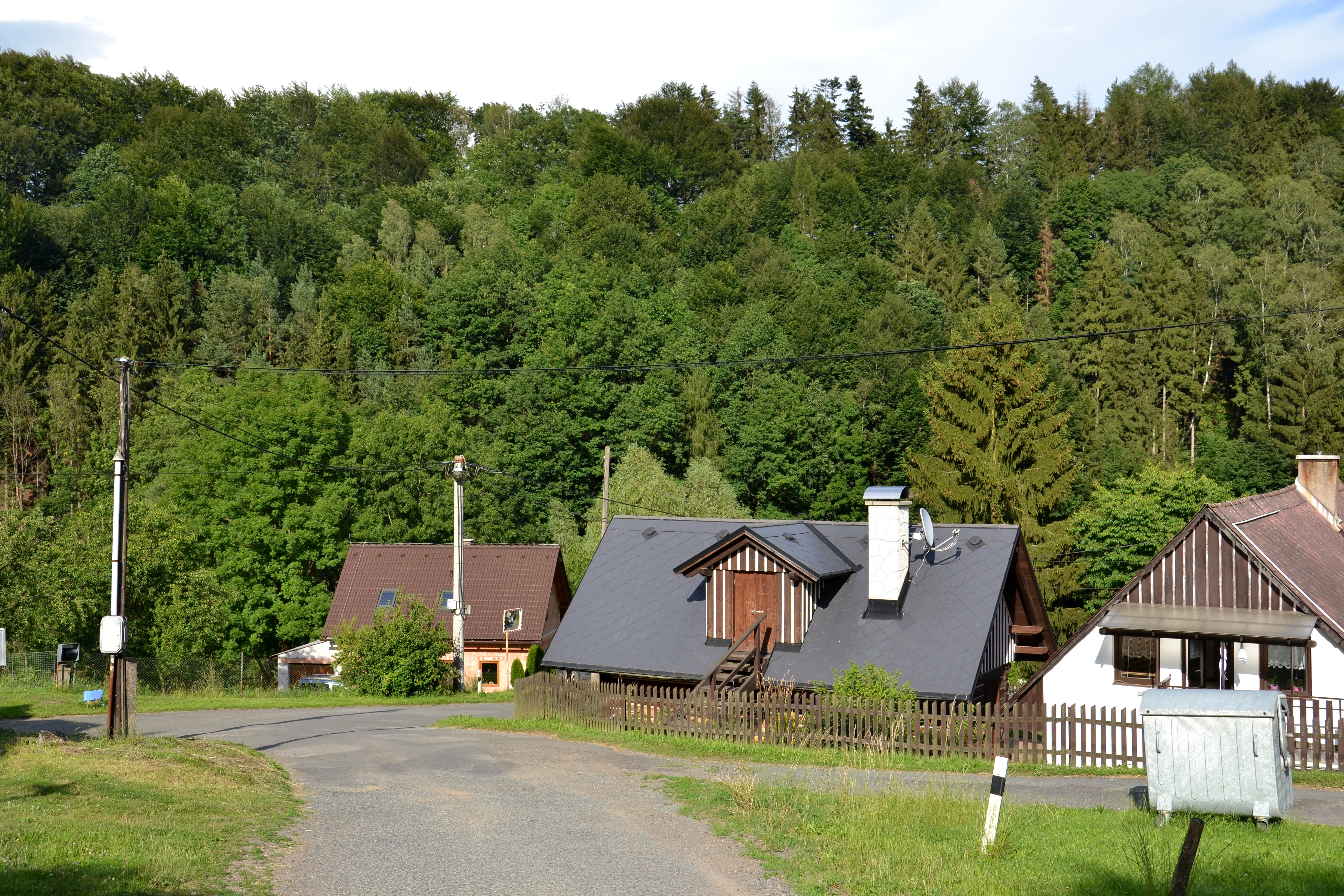
Domy v horní části vesnice